# Mestna železnica
Mestna železnica je vrsta železnice, ki vključuje cestno železnico in tramvaje, kot tudi moderne vlake z več vagoni, ki delujejo na cestni ravni. Natančen pomen je težko določljiv, ker je različen od časa in različnih področij. V nekaterih jezikih se mestna železnica imenuje tudi kot »lahka« železnica, ker so vozila lažja in ne potrebujejo tako močnih železniških tirnic kot pri navadni železnici. Moderni sistemi mestne železnice izhajajo iz železniških prog iz 19. in zgodnjega 20. stoletja in tehnologije, razvite na teh sistemih.

## Definicija mestne železnice
Sistem mestne železnice zmore večje nagibe kot navadna železnica (hitra, regionalna in tovorna), krivine pa so dovolj ostre, da so umeščene v cestna križišča (čeprav to pogosto ne velja). Zgrajene so v urbanih obomočjih, kjer omogočajo pogoste storitve z majhnimi in lahkimi vlaki.
Najtežje je določiti mejo med mestno železnico in tramvajem. Velik delež tehnologije je enak obema in dostikrat se tramvaji štejejo kot podzvrst mestne železnice. Obstajata dve splošni zvrsti:
1. tradicionalna zvrst, kjer proga in po njej vlaki tečejo po cestah in si delijo prostor s cestnim prometom. Postajališča so zelo pogosta, posebnih postaj je le malo. Ker je prostor deljen, so proge običajno vizualno nevsiljive.
2. bolj moderna zvrst, kjer vlaki tečejo po svojih progah in so pogosto ločeni od cestnega prometa. Postajališča so redkejša, na vozilo pa se pogosto vstopa s perona. Proga je dobro vidna, pogosto pa se poskuša ločiti cestni promet od železniškega s posebno signalizacijo ali pa celo zapornicami na prehodih.

Veliko sistemov mestne železnice, tudi starejših, vsebuje kombinacijo obeh, skupaj s cestnim in prostim delom. V nekaterih državah se le ta drugi del šteje za mestno železnico. V Ljubljani je v prvi polovici 20. stoletja vozil pravi tramvaj, ki bi spadal v prvo definicijo, danes pa se načrtuje nova mestna železnica, ki bi imela značilnosti obeh gornjih točk definicije. Tramvaji, kjer proge potekajo skupaj s cestnim prometom, se običajno ne štejejo za mestno železnico, ampak kot pravi tramvaji. Je pa tudi res, da je ponekod mestna železnica ločena od cestišča le z minimalnimi ovirami, npr. z drobnimi grbinami ali pa zelo nizkimi robniki, kar pa zadostuje, da vozniki avtomobilov ne zaidejo na tirnice.
Med obema vrstama mestne železnice je precejšna razlika v stroških. Tradicionalna zvrst je običajno vsaj dvakrat cenejša od novejše, vendar pa je vseeno kljub višji ceni bolj popularna in prevladujoča v večini držav. Marsikje so bile tradicionalne tramvajske linije ukinjene (npr. v Ljubljani) ali pa so ohranjene le zaradi turističnih razlogov. Novi sistemi mestne železnice se danes gradijo tako za hitro vožnjo izven cestnega omrežja v redkeje poseljenih območjih kot tudi za počasnejšo vožnjo po cestnem omrežju v gosteje poseljenih območjih.
Mestne železnice običajno poganja elektrika, običajno z nadtirnimi žicami, včasih pa tudi s tretjo tirnico (visokonapetostni vodnik poleg proge), za kar so potrebni varnostni ukrepi, da bi se ljudje tega ne dotikali. V nekaterih primerih, še posebej, če so sredstva omejena, so uporabljene različice na dizelski pogon, kar pa danes ni zaželeno. Prav tako so na voljo nekateri samodejni sistemi, ki ne potrebujejo voznika (izraz strojevodja se uporablja pri navadni železnici). Vendar pa so samodejne operacije bolj pogoste pri manjših sistemih za prevoz ljudi, pri mestni železnici pa ne, ker vožnja po cestah in čez nivojske prehode še ni mogoča brez prisotnosti voznika.